# Roberto Viau
Roberto Luis Viau (Buenos Aires, 16 novembre 1931 – 6 giugno 1971) è stato un cestista argentino.

## Carriera
Con l'Argentina ha disputato i Campionati mondiali del 1950 e i Giochi olimpici di Helsinki 1952.